# Étienne Batlle
Pour les articles homonymes, voir Batlle.
Étienne Batlle, né le 10 décembre 1859 à Ille-sur-Têt (Pyrénées-Orientales) et mort le 6 décembre 1925 dans la même commune, est un médecin et un homme politique français.

## Biographie
Pendant ses études de médecine, il est volontaire pour soigner les populations de la région d'Avignon, ravagée par une épidémie de choléra. Son attitude lui vaut les félicitations du préfet et du maire. Retournant ensuite dans sa région d'origine, il devient maire de sa commune natale puis s'établit à Perpignan.
Conseiller général de Vinça depuis 1898, efficace organisateur de la commission du ravitaillement pendant la Première Guerre mondiale, il se présente comme candidat de l'Alliance démocratique aux élections législatives de 1919 sur la liste d'Union républicaine nationale pour l'ordre et la prospérité du pays. Élu, il rejoint le groupe parlementaire de la Gauche républicaine démocratique, émanation de l'Alliance à la Chambre des députés.
Son état de santé ne lui permet pas de solliciter le renouvellement de son siège lors du scrutin de 1924 ; il meurt peu après dans sa commune natale.

## Distinctions
- Officier de la Légion d'honneur (1919).

## Sources
- « Étienne Batlle », dans le Dictionnaire des parlementaires français (1889-1940), sous la direction de Jean Jolly, PUF, 1960 [détail de l’édition]
- Jean Lafont et Nicolas Marty, « Batlle (Étienne, Simon) », dans Nouveau Dictionnaire de biographies roussillonnaises 1789-2011, vol. 1 Pouvoirs et société, t. 1 (A-L), Perpignan, Publications de l'olivier, 2011, 699 p. (ISBN 9782908866414)